# 지구 궤도 랑데부

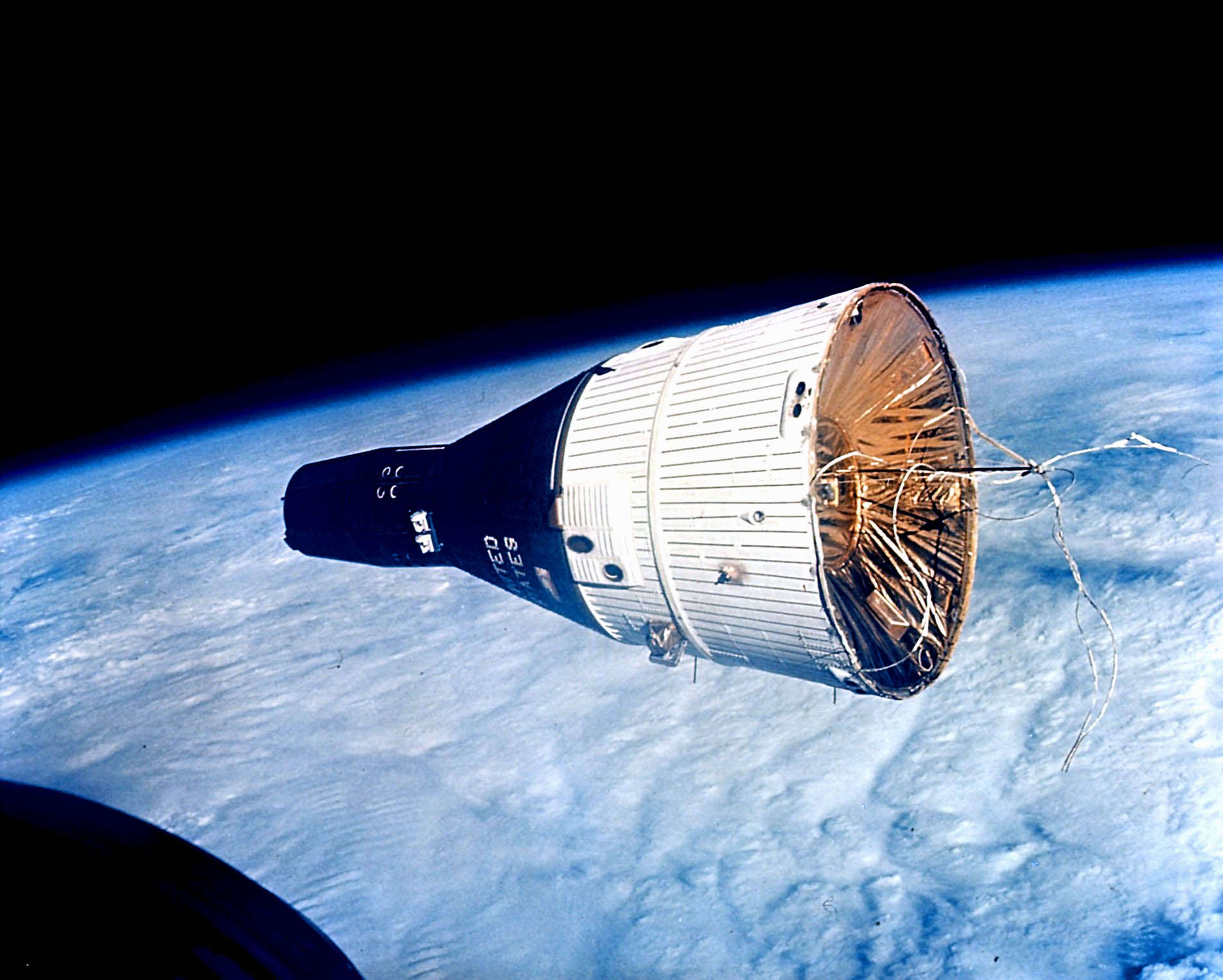
1965년 지구 궤도 랑데부 중의 제미니 6호에서 바라본 제미니 7호. (NASA)

지구 궤도 랑데부(EOR)는 달까지의 유인 왕복 우주비행을 수행하기 위하여, 달까지 왕복하는 우주선의 구성품을 지구 저궤도에서 조립하고, 가능하면 연료를 공급하는 방법론이다. 1960년대와 1970년대의 미 항공우주국의 아폴로 프로그램에서 고려되었으나, 결국 달 궤도 랑데부(LOR)를 선택하면서 폐기되었다. 그 주된 이유는 LOR에서는 지구 궤도 상에서 대양으로의 착수와 달표면에서의 연착륙을 모두  할 수 있는 충분히 큰 우주선이 필요하지 않다는 점이었다. 30년 후 컨스텔레이션 계획이 2010년 10월에 취소되기까지는 여기에서 사용될 예정이었다.

## 제미니와 아제나 표적 운반체
아제나(Agena) 표적 운반체(ATV)은 NASA 제미니 계획에서 지구 궤도 랑데부를 시험하기 위해 사용되었다. 제미니 6호와 제미니 7호가 1965년 지구 궤도에서 랑데부하지만 아제나는 없었다. 그후 제미니 8호는 1966년 3월 16일에 아제나와 성공적으로 도킹했다. 그후의 제미니 발사에서 아제나-제미니 랑데뷰는 도킹후 궤도 기동( 제미니 10호 및 제미니 11호 ), 유기된 제미니 8 ATV의 조사(제미니 10), 및 우주 산책(제미니 12호) 등의 다른 목적도 달성하였다.

## 아폴로

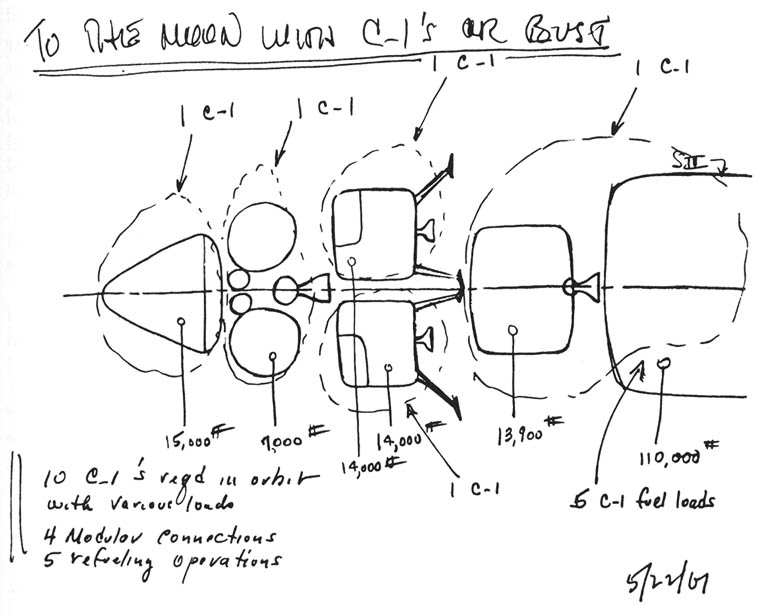
지구 궤도에서 아폴로 달 착륙 임무를 조립하는데 필요한 10 개의 C-1 발사를 보여주는 1961년 스케치.

아폴로 계획의 지구 궤도 랑데부 제안에서는 달에 가기 위한 우주선의 여러 구성 요소를, 새턴 V 크기의 반인 일련의 작은 로켓을 사용하여 지구 주위의 궤도에 놓은 다음, 궤도상에서 이들을 조립하는 것으로 이루어진다. 제미니 계획에서 아제나 표적 차량과의 도킹을 포함하는 실험은 부분적으로 이 프로그램의 타당성을 테스트하기 위해 설계되었다.
아폴로 계획에서 NASA는 결국 달 궤도 랑데부를 채택하고, 새턴 V에 의하여 아폴로 사령선기계선과 달 착륙선을 한꺼번에 지구 저궤도로 들어 올린 후, 새턴 V의 제3단을 다시 추진하여(달횡단 추진) 두 우주선을 달로 모두 보낸다.

## 컨스텔레이션 계획
지구궤도 랑데부 모드는 컨스텔레이션 계획에서 지구 출발 단계 (EDS)와 알테어(Altair) (LSAM)로 부활했는데, 이것들은 아레스 V 로켓에 의하여 저지구 궤도에 진입할 계획이었다. EDS와 알테어는 별도로 발사되는 오리온 (CEV)과 결합될 예정이었다. 저지구 궤도에서 일단 결합한 후 세개의 우주선이 달로 비행하여, 오리온/알테어 조합이 달 궤도 랑데부 비행 패턴으로 날아 간다.